# København
 For alternative betydninger, se København (flertydig). (Se også artikler, som begynder med København)
 "Kbh" omdirigeres hertil. For andre betydninger af Kbh, se Kbh (flertydig). "Hafnia" omdirigeres hertil. For andre betydninger af Hafnia, se Hafnia (flertydig).
 "Cph" omdirigeres hertil. For andre betydninger af Cph, se Cph (flertydig). "Copenhagen" omdirigeres hertil. For andre betydninger af Copenhagen, se Copenhagen (flertydig).
 Denne artikel handler om selve byen København. Ordet København bruges ofte også som en kort betegnelse for Københavns Kommune.
København er Danmarks hovedstad og med 1.396.508 indbyggere  (2025) landets største byområde, som omfatter 18 kommuner eller dele heraf.
Størstedelen af København ligger på øen Sjællands østlige kyst. Der er dog også store områder der ligger på øen Amager, samt på opfyldte arealer mellem de to øer. Øresund adskiller København fra Malmø i Sverige, men de to byer forbindes via Øresundsforbindelsen, der består af både motorvej og jernbane. Den danske hovedstad er grænseby og centrum for Øresundsregionen, som er Nordens største metropolregion.
Københavns historie kan føres tilbage til omkring år 700, hvor der lå et mindre fiskerleje, hvor byens centrum nu er. København blev Danmarks hovedstad i starten af 1400-tallet. Med udspring i Danmarks relative succes på den internationale scene i 1600-tallet konsoliderede byen sin position som et regionalt magtcentrum med dens institutioner, forsvarsværker og tropper. I løbet af renæssancen var byen de facto Kalmarunionens hovedstad, idet den var hovedsæde for kongehuset, der regerede et flertal af nutidens nordiske regioner i en personalunion med Sverige og Norge, med den danske monark som statsoverhoved. Byen blomstrede som et kulturelt og økonomisk centrum i Skandinavien under unionen i over 120 år frem mod 1520'erne, da unionen opløstes ved Sveriges udmeldelse. Efter et pestudbrud og brande i 1700-tallet undergik byen en genopbygningsperiode. Dette inkluderede opførslen af det eksklusive kvarter Frederiksstaden og etableringen af institutioner såsom Det Kongelige Teater og Det Kongelige Danske Kunstakademi. Efter yderlige ulyksaligheder i det 19. århundrede, da England ved Horatio Nelson angreb den dansk-norske flåde og bombarderede byen, bragte genopbygningen i løbet af Den danske guldalder et neoklassicistisk præg over københavnsk arkitektur. Senere, efter 2. verdenskrig, fostrede Fingerplanen byudviklingen langs fem S-togslinjer med København som centrum. Afindustrialiseringen af de centrale dele bragte dog også udfordringer med sig i form af økonomiske og sociale udfordringer. Samtidigt voksede forstæderne med nye villa og lejlighedsbyggerier.
Siden årtusindskiftet har København gennemgået en stærk by- og kulturudvikling, faciliteret ved investeringer i dens institutioner og infrastruktur. Byen er Danmarks kulturelle, økonomiske og administrative centrum og den er et af de store finansielle centre i Nordeuropa med Københavns Fondsbørs. Københavns økonomi har bevidnet en rivende udvikling i servicesektoren, især igennem initiativer omhandlende informationsteknologi, lægemidler og ren teknologi. Siden færdiggørelsen af Øresundsforbindelsen, er København i stigende grad blevet integreret med den svenske landsdel Skåne og dens største by Malmø, formende Øresundsregionen.
Med et antal broer, der forbinder de forskelle kvarterer, er bylandskabet præget af parker, promenader og havnefronter. Københavns vartegn inkluderer Tivoli, Den lille Havfrue, Amalienborg, Christiansborg, Rosenborg, Marmorkirken, Børsen, Glyptoteket, Nationalmuseet, som alle er signifikante turistattraktioner.
København huser Københavns Universitet, Danmarks Tekniske Universitet, CBS og IT-Universitetet i København. Københavns Universitet er med stiftelsen i 1479 Danmarks ældste universitet. København er hjemsted for en række fodboldklubber, herunder F.C. København, Brøndby IF, AB og Frem. Andre sportsgrene er fx repræsenteret ved Danmarks mest succesfulde atletik-klub Sparta, Rødovre Skøjte & Ishockey Klub, som er en af topklubberne i ishockey, . Copenhagen Marathon har fundet sted siden 1980. København er en af verdens mest cykelvenlige byer.

## Navnet
Før middelalderen har navnet på byen sandsynligvis været Havn. I middelalderen hed byen på gammeldansk Køpmannæhafn; et navn der oversat til moderne dansk betyder købmændenes havn og er et udtryk for den betydning, købmændene havde for byen på dette tidspunkt.
En række andre navne bygget over det oprindelige danske navn for byen bruges på forskellige sprog. Som eksempler kan nævnes svensk Köpenhamn, tysk og nederlandsk Kopenhagen, engelsk Copenhagen, italiensk Copenaghen, fransk og spansk Copenhague, portugisisk Copenhaga, latin Hafnia, tjekkisk Kodaň, islandsk Kaupmannahöfn og færøsk Keypmannahavn.
I 1923 blev den latinske udgave af navnet basis for navngivningen af det netop opdagede grundstof hafnium, idet opdagelsen skete på det nuværende Niels Bohr Instituttet.

### Kaldenavne
Som det hører storbyer til har København også kaldenavne og endda flere af slagsen:
- Kongens København: gennem århundrederne har skiftende konger sat deres præg på hovedstaden. Det gælder navnlig Christian IV, der foruden at udvide området inden for byvoldene til det tredobbelte bidrog med bygninger som Rosenborg, Rundetårn og Børsen.
- Byen med de skønne tårne: turistslogan skabt af brygger Carl Jacobsen i 1910. Det hentyder til de mange tårne og spir, der dengang som nu sætter sit præg på navnlig Indre By, og hvortil den generøse brygger i øvrigt også selv bidrog i form af spiret på Nikolaj Kirke.[9]
- Wonderful Copenhagen ("vidunderlige København"): både et turistslogan gjort kendt af skuespilleren Danny Kaye, der sang om byen i en film fra 1952 om H.C. Andersen, og navnet på byens officielle turistorganisation, Wonderful Copenhagen.

Af og til ses desuden Nordens Paris, men denne smigrende sammenligning med Byernes by er i modsætning til de andre ikke eksklusiv, da den deles med både norske Tromsø og danske Aalborg.

## Afgrænsning og definition
Navnet "København" bruges både om byen som helhed, der omfatter hele eller dele af 17 andre kommuner, om byen uden dens forstæder (jf. billedet af vejskiltene, ifølge hvilket København og Vanløse er to forskellige steder) og om Københavns Kommune. Nærværende artikel omfatter byen som helhed.[kilde mangler]
Det samlede byområde defineres geografisk af Geodatastyrelsen (med den såkaldte polygonmetode), hvor vandarealer fratrækkes. Metoden følger FN's retningslinjer, hvor et byområde for at blive betragtet som samlet ikke må have mere end 200 meter mellem husene (parker og lignende ikke medregnet). Dog tæller Geodatastyrelsen stadig hele Københavns og Tårnby kommuner med, til trods for at der i heri indgår store helt ubebyggede arealer, f.eks. på det vestlige Amager, Saltholm og Peberholm. Området optager lidt over 450 km2, men selve byen København optager langt fra denne geografiske størrelse. Danmarks Statistik får derefter antallet af indbyggere via CPR. Det er også Danmarks Statistik der præsenterer de samlede oplysninger. Udstrækningen af København – Hovedstadsområdets byområde – fremgår således af Danmarks Statistiks kort over byområder og landdistrikter. (Zoom ind, lad musen glide hen over de mørkeblå områder, og se hvor der står 'Hovedstadsområdet i ... Kommune'). De yderste dele af København er således Kastrup, Tårnby, Karlslunde, Albertslund, Ballerup, Hareskovby, Bagsværd, Holte, Øverød, Søllerød, Nærum og Klampenborg – men med grønne kiler imellem, der strækker sig ind til bl.a. Avedøre og Rødovre.
Selvom byområdet er klart afgrænset fra myndighedernes side, anvender de forskellige betegnelser for det. Geodatastyrelsen anvender København, mens Danmarks Statistik benytter Hovedstadsområdet, og på vejskiltene langs indfaldsvejene har Vejdirektoratet valgt Storkøbenhavn. København er imidlertid den eneste af de tre betegnelser, der er autoriseret af Stednavneudvalget. Det er dog i alle tilfælde det samme område, der menes.
Mange indbyggere i Københavns forstæder identificerer sig dog i højere grad med den kommune, de bor i. Dette kan være for at distancere sig fra Københavns Kommune, der som langt den største kommune naturligt ofte stjæler billedet. I praksis er København dog så tæt bebygget, at man mange steder kun vanskeligt kan se, hvor grænserne mellem de enkelte kommuner faktisk går. Udenforstående vil dog typisk betragte byen som en helhed, selvom der her af og til også ses en tendens til enten at indskrænke til Københavns Kommune eller udvide til hele Hovedstadsregionen. Derfor opgives Københavns indbyggertal nogle steder til ca. 0,6 mio. (kommunens) eller ca. 2,0 mio. (storbyregionens), hvor det rette er 1.396.508 (pr. 1. januar 2020).
Yderligere har en række administrative inddelinger brugt København eller hovedstaden i deres navn. For eksempel omfatter Region Hovedstaden også Bornholm, uanset at denne ø ligger ca. 130 km væk, og det tidligere Københavns Amt omfattede trods navnet ikke Københavns Kommune, selvom amtets hovedsæde i en årrække lå der.

## Historie

### Historie frem til 1100-tallet
Der er gjort en del fund fra forhistorisk tid i Københavnsområdet. Ved bygningen af Amager Strandpark fandt man f.eks. levn af en kystnær boplads fra yngre stenalder. Gravhøje i forstæderne tyder på menneskelig aktivitet i forhistorisk tid, og mange af bynavnene i nærheden af København vidner derudover om grundlæggelse af byer i det storkøbenhavnske område i vikingetiden.
Indtil for nylig var det ældste spor efter bymæssig bebyggelse i Københavnsområdet inden for voldene fra omkring år 1000, hvor der er fundet spor fra et mindre fiskerleje dér, hvor København ligger i dag. Fiskerlejet lå lige nord for Københavns Rådhus omkring Mikkel Bryggers Gade, der dengang lå ud til havet. Men i forbindelse med udgravning af Metroen har man fundet spor af bådebroer ved Gammel Strand, der daterer sig helt tilbage til omkring år 700. Ved udgravningen til metrostationen ved Kongens Nytorv har man endvidere fundet spor af en gård fra vikingetiden.

### 1043-1536: Middelalderen
Første gang forløberen til København under navnet "Havn" nævnes i kilderne, er i forbindelse med et søslag mellem Svend Estridsen og den norske konge Magnus den Gode i 1043. Derefter er der tavshed om byens skæbne i de næste ca. 120 år.
Det er sandsynligt, at byen i løbet af 1100-tallet har kunnet profitere på den centrale placering mellem de store domkirkebyer Lund og Roskilde og dermed har været et vigtigt punkt for trafik og handel mellem de to byer. Den naturlige havn samt den lille ø Slotsholmen, som var let at forsvare, har sikkert også givet byen store fordele. I anden halvdel af 1100-tallet brydes tavsheden om byen, da Saxo nævner, at pave Urban 3. i 1186 stadfæster at den lille by "Hafn", sammen med en række andre byer, som Kong Valdemar tidligere har givet til biskop Absalon fortsat skal tilhøre Absalon. Det nøjagtige årstal for Kong Valdemars gave kendes ikke, da det gavebrev, som Absalon fik med, er forsvundet. Fra omkring 1167-1171 byggede Absalon en borg og en bymur på stedet.
Under Absalons ledelse begyndte byen at vokse. Især i 1200-tallet udvidede byen sig, så den efterhånden kom til at dække en større del af området mellem Kongens Nytorv og Rådhuspladsen. Gråbrødre Kloster samt kirkerne Vor Frue, Skt. Peder (nu Skt. Petri) og Skt. Nikolai blev alle bygget i første halvdel af det 13. århundrede. Det 13. århundrede var en urolig tid i dansk historie, hvilket kom til udtryk i skiftende bispers og kongers indædte kamp om retten til byen. Biskop Jakob Erlandsen kunne dog i 1251 tvinge den pressede kong Abel til at overgive ham byen, og denne biskop gav i 1254 byen dens første stadsret. Fem år senere, i 1259, blev byen angrebet og plyndret af den rygiske fyrst Jaromar.
Efterhånden begyndte byen at vokse sig til rigets største og mest betydningsfulde, selvom den endnu ikke var blevet hovedstad. Selvom byen var den største boede der dog stadig under 5.000 indbyggere og dermed kun nogle få hundrede færre i byer som Ribe og Århus. Placeringen midt i riget med en naturlig havn ved en vigtig søhandelsvej var ideelt. I 1419 lykkedes det endelig en dansk konge, Erik af Pommern, permanent at tage magten over byen fra kirken, og i 1443 gjorde Christoffer III byen til kongelig residensby. I 1479 blev universitetet grundlagt. København var nu landets vigtigste by.
Under reformationen og Grevens Fejde stillede byens borgere sig på den tabende Christian II's side.

### 1536-1814: Renæssance, enevælde og oplysningstid
Christian IV fik stor betydning for København. Under ham blev byens gamle mure, der hidtil havde ligget langs Gothersgade omkring 1647 flyttet, så de gik langs den nuværende jernbanelinje mellem Nørreport og Østerport udenom det af Christian IV nyanlagte Nyboder. Københavns volde blev også udvidet med forsvarsanlæg af det nyanlagte område Christianshavn.
Fra 1658-1660 under Første Karl Gustav-krig var København som sidste område i riget under dansk kontrol, men under belejring af de svenske tropper anført af Karl X Gustav. I februar 1659 forsøgte svenskerne at indtage byen ved et stormløb, men en fælles indsats fra soldater og byens borgere holdt dem tilbage. Efter det mislykkede stormløb holdt svenskerne dog byen belejret helt frem til 27. maj 1660. Som udløber af Freden i København indførtes enevælden i 1660 under Frederik III og København blev en endnu vigtigere by i Danmark, fordi det var herfra den stadigt mere centralistiske danske stat blev styret. Som en del af denne proces fik København i 1660 en ny ledelsesform ved navn Stadens 32 mænd, som var en forløber til den nuværende Borgerrepræsentation.
I 1711-1712 hærgede en af de værste pestepidemier i Københavns historie. Pesten kostede cirka 22.000 af byens omkring 60.000 indbyggere livet. Nogle år efter gik det endnu en gang galt, da lige over en fjerdedel af byens bygninger gik op i røg ved en bybrand i 1728.
Inspireret af europæiske ideer grundlagde man i 1748 Frederiksstaden nord for Kongens Nytorv med Amalienborg som den flotteste del. I sidste halvdel af det 18. århundrede oplevede København under den Florissante periode en enorm opgangstid som følge af den profitable handel med de stridende magter, England og Frankrig. Opgangsperioden sluttede dog for en tid, da først Christiansborg brændte i 1794 og siden en bybrand i 1795 hærgede den indre by, og derefter kom den britiske flåde for at afkræve Danmark sin flåde, hvilket udløste Slaget på Reden 1801, som en del af Napoleonskrigene. Dele af byen blev også skadet i den konflikt. Skaderne havde dog langt fra det omfang som de skader, den landsatte britiske hær forvoldte under det engelske bombardement af byen i 1807, hvor store områder af byen brændte ned, idet det britiske militær brugte raketter. Den middelalderlige Vor Frue Kirke gik også op i flammer. Udfordringerne for Danmark og København slutter med statsbankerotten i 1813 og tabet af Norge, og den medfølgende handel fra København til Norge, i 1814.

### Fra 1814 til 1. verdenskrig
Danmark og København var efter de tumultariske begivenheder i årene op til 1814 endt som et lille, fattigt land. Der var derfor ikke umiddelbart råd til at genopbygge de offentlige bygninger, der var blevet ødelagt af bombardementet, som Vor Frue Kirke og universitetet, før et godt stykke op i 1800-tallet. Da der endelig kom gang i økonomien, affødte dette en enorm udvikling og det meste af Københavns indre by er præget af genopbygningerne efter brandene og bombardementet. Kulturelt set kom København til at danne rammen om en af dansk histories mest givende kulturepoker, Guldalderen, som prægedes af bl.a. C.F. Hansen, Bertel Thorvaldsen og Søren Kierkegaard. Herefter fulgte industrialiseringen i anden halvdel af det 19. århundrede. Efter en stor koleraepidemi i 1853 besluttede man endelig at nedlægge de gamle volde.
Det blev nu tilladt at bygge permanent, grundmuret nybyggeri uden for voldene. Denne frigivelse i kombination med en meget liberal byggelovgivning førte til et byggeboom i brokvartererne og en betydelig forøgelse af indbyggertallet. Omkring 1800 boede der cirka 100.000 mennesker i hovedstaden, og i starten af det 20. århundrede boede der næsten 500.000.
De nye bydele blev meget forskellige: Frederiksberg og Østerbro blev borgerskabets kvarterer; Nørrebro og Vesterbro blev derimod arbejdernes bydele.
Som erstatning for den gamle fæstning vedtog Estrup-regeringen fra 1886 byggeriet af det store befæstningsbyggeri, herunder Vestvolden. Det var Danmarks største arbejdsplads og er kun senere overgået af Storebæltsforbindelsen. Opførelsen af store projekter som Frihavnen (1894), Rådhuset (1905) og Hovedbanegården (1911) satte også sine spor. København var blevet en industriel storby, hjemsted for virksomheder i international målestok såsom Burmeister & Wain, Østasiatisk Kompagni og Det Store Nordiske Telegrafselskab.

Efter en svag start (Slaget på Fælleden) fik arbejderbevægelsen sit gennembrud i 1900-tallets hovedstad, hvor finansborgmesterposten i 1903 blev overtaget af socialdemokraten og fagforeningsmanden Jens Jensen. I 1901 gennemførte kommunen en indlemmelse af en række sogne bl.a. Brønshøj og Valby, og i 1902 indlemmedes Sundbyernes Kommune. Kommunens areal blev dermed tredoblet og efterlod Frederiksberg som en enklave i Københavns Kommune.
- Amagertorv, 1901
- Rådhuset, 1901
- Amaliengade, 1904
- Gefionmonumente, 1904

### Fra 1. verdenskrig til i dag
Dette afsnit beskriver perioden fra starten af 1. verdenskrig i 1914 til i dag. Neutralitetspolitikken medførte, at København ikke blev særligt påvirket af 1. verdenskrig. De såkaldte gullaschbaroner tjente mange penge på aktiespekulation og på at eksportere kødprodukter til Tyskland. Efter 1. verdenskrig var der knaphed på de fleste ting, og en stor arbejdsløshed var medvirkende til en del uro fra især de københavnske arbejderkvarterer. I 1922 gik den københavnsk centrerede Landmandsbanken fallit og trak mange med i faldet.
Fra 1917 havde Socialdemokratiet flertal i kommunens styrelse. Det medførte en øget offentlig forsorg, kommunalt boligbyggeri m.m. Anlæggelsen af Fælledparken og andre parker var et andet udslag af kommunens nye social- og sundhedspolitiske program, der bl.a. som følge af boligkriserne i 1908 og 1916 fokuserede på at bygge boliger, der ikke var påvirket af byggespekulation. I takt med at der blev bygget på jorderne uden for Søerne og på arealerne omkring bl.a. Brønshøj og Valby, som var blevet slået sammen med Københavns Kommune i 1901, nærmede København sig omkringliggende byer som Lyngby, Herlev og Rødovre. Og efterhånden blev disse til forstæder. Af mangel på egnet jord i den indre by kom meget af byudviklingen til at foregå omkring disse byer. Denne udvikling blev også hjulpet af mere kollektiv trafik, bl.a. åbningen af S-togslinjerne fra 1934.
Under 2. verdenskrig blev København ligesom resten af Danmark besat af tyske tropper. Flere bygninger blev under besættelsen ødelagt enten ved sabotage eller ved angreb fra de allierede styrker. Heriblandt kan nævnes, at Shellhuset, der var hovedkvarter for Gestapo, den 21. marts 1945 blev bombet af britiske fly. Under dette angreb blev Den Franske Skole på Frederiksberg ramt, og mange børn blev dræbt. Mange industribygninger i København blev også sprængt i luften af den danske modstandsbevægelse. En af de største folkelige protester mod vilkårene under tyskernes besættelse var Folkeopstanden i 1944
Efter krigen fik den stigende bilisme en stadig større betydning for byens udvikling, og dette fik fingerplanens ideer om et København bygget op omkring den kollektive S-togstrafik til at blive lidt udvandet. Nogle forstæder voksede op væk fra S-togsnettet. I 1960'erne syntes udviklingen i Københavns Kommune at være gået nærmest i stå, mens man i forstadskommunerne byggede på livet løs. Gladsaxe Kommune under Erhard Jakobsen og Albertslund er eksempler på denne udvikling i Københavns omegnskommuner.
Det indre København oplevede derimod en nedgangstid fra 1960'erne med udflytning af industri og indbyggere. Denne udvikling begyndte at vende omkring 1990. Især med byfornyelsesplanerne fra 1991 blev mange nedslidte kvarterer langsomt men sikkert eftertragtede. Med bygningen af metroen og boliger langs havnen er den indre by blevet bundet bedre sammen. Bygningen af Øresundsbroen i 2000 har forbundet København med det vestlige Skåne, og byen forstærkede dermed sin status som centrum for Øresundsregionen.
Mens Ungdomshuset på Jagtvej eksisterede, var især Nørrebro-området jævnligt præget af voldsomme demonstrationer, der udgik herfra. Dette kulminerede i forbindelse med nedrivningen af huset i marts 2007, og ebbede ud i midten af 2008, hvor der blev lavet et nyt hus til de unge i Nordvest. Siden har der ikke været store demonstrationer med udgangspunkt i bevægelsen omkring Ungdomshuset.
Boligmarkedet i byen var i perioden ca. 2002–2007 sammen med resten af landet præget af en boligboble. Dette stoppede som i resten af Danmark i 2006/2007, hvor der oplevedes store prisfald. København kom sig dog hurtigt og det københavnske boligmarked har siden 2009 været præget af stigende priser og i dag (2021) ligger priserne højere end priserne gjorde på toppen i 2006. I starten af perioden blev det ligeledes muligt at vurdere andelsboliger efter markedspris. Dette åbnede det ellers lukkede andelsboligmarked op, og i stedet for at blive handlet gennem lukkede lister og nogle gange penge under bordet, handles andelsboliger nu oftest i fri handel. I bobleperioden var det populært at bosætte sig i Malmø i Sverige og arbejde i København. I 2021 har der igen været store prisstigninger og nogle politikere talte om yderligere begrænsninger i mulighederne for låneoptagelse, mens andre talte om at det ikke var nødvendigt.
I 2020 blev København ligesom resten af Danmark og resten af verden ramt af Coronaviruspandemien. Myndighederne anbefalede hjemmearbejde og lukkede forlystelseslivet ned.

## Fremtidsplaner
Frem til omkring 2025 er der i Københavns Kommune planlagt fire større udvidelsesområder, der skal skaffe plads til 45.000 nye københavnere; Ørestad syd for Field's og på Amager Fælled, Nordhavnen, Valby omkring København Syd Station og Carlsberg-grunden nord for Carlsberg Station skal bebygges. Ligeledes er det planen at det tidligere godsbaneområde mellem Dybbølsbro Station og Hovedbanegården skal bebygges, dog primært med erhverv, bl.a. hoteller og Ikea. Alle områderne er enten gamle industriområder eller landindvinding, bortset fra Amager Fælled som er oprindelig strandeng. Ligeledes planlægger Københavns kommune en meget stor udbygning i det nordøstlige havneområde i form af Lynetteholmen.
Frederiksberg Kommune planlægger i den foreløbige kommuneplan 2021 byudvikling omkring bl.a. Nordens Plads og Hospitalsgrunden hvor Frederiksberg Hospital tidligere lå. Derudover er fokus på bevarelse og huludfyldelse med enten nybyg eller grønne områder.
I Rødovre er der tre primære byudviklingsområder Rødovre Nord, Bykernen (omkring Rødovre Centrum) og Rødovre Syd. Ved Bykernen undersøges bl.a. mulighederne for at lave et metrostop ved at forlænge en af de eksisterende metrolinjer.
En stor udfordring med de mange ekstra beboere bliver at få plads til trafikken i byen. Udvidelsen i 2019 af metroen med Cityringen og bygning af letbane langs ring 3 fra Lyngby til Ishøj skal skabe endnu mere sammenhæng i den københavnske kollektive trafik. Der har ligeledes i mange år været snak om en Østlig Ringvej om de centrale dele af byen. En mulighed er at den østlige ringvej kan gå over Lynetteholmen.

## Geografi
Geografisk set ligger København på det nordøstlige Sjælland med en del af byen på øen Amager. Det vestlige København strækker sig forholdsvist fladt længere ind på Sjælland, mens man mod både nord og syd kan opleve mere kuperet terræn. I det nordvestlige København rejser sig f.eks. omkring Søborg og Høje Gladsaxe en større bakkekæde med højder op til 50 meter over havet. Disse bakkede landskaber i det nordlige København gennemskæres af en del søer og Mølleåen. Pga. højden i Gladsaxe-området har man her placeret Gladsaxesenderen og Københavns vandforsyning. I den sydvestlige del af København hæver en kalkforskydning sig ved Carlsbergforkastningen. De mere centrale dele af København består primært af fladere landskab, afvekslingsvis i Valby og Brønshøj med mindre hvælvede bakker. To dalsystemer følger fra nordøst til sydvest disse små bakkekæder. I den ene dal finder man søerne, i den anden finder man Damhussøen. Disse mindre dale gennemskæres af åerne Harrestrup Å og Ladegårdsåen. Amager og det meste af den indre by er fladt kystnært land.
Geologisk set hviler København ligesom det meste af Danmark på et istidspræget grundmorænelandskab, der igen hviler på en hårdere undergrund af kalksten. Visse steder i området er der blot ti meter ned til kalklaget, der under bygningen af metroen voldte betydelige problemer.

### Klima
København ligger i en klimazone præget af den varme Golfstrøms indflydelse. Dette medfører, at København er ca. 5 grader varmere end byens breddegrad ellers dikterer. Samtidig ligger byen også i et område, hvor atlantiske lavtryk typisk passerer forbi. Dette gør, at vejret i alle fire årstider er relativt ustabilt med skiftende perioder med regn og sol.
Nedbør er moderat året igennem med et lille toppunkt fra juni til august. Sne falder primært fra jul til tidligt i marts, men det bliver sjældent liggende længe. Regn i januar og februar er ligeså almindeligt som sne, og gennemsnitstemperaturen for disse to vintermåneder ligger lige omkring frysepunktet.
Foråret kan sammenlignes med det kontinentale Europa, men forsinket omkring en uge grundet det kolde omgivende havvand. På samme måde isolerer vandet om efteråret, så klimaet i København er mildere i lidt længere tid end ellers. I perioden fra midten af oktober til februar kan en eller to storme (eller endda orkaner) optræde. Storme om sommeren er sjældne.
Sommeren er som de andre årstider ofte en blanding af sydvestlige milde, blæsende og regnbringende lavtrykssystemer og perioder med stabile højtryk, der bringer solrigt og relativt varmt vejr med sig. Forekomsten af kraftige lavtryk, der f.eks. kan forårsage storme forefindes relativt sjældent. Mere sjældent er det med orkaner, men de forekommer også. I perioden omkring juli falder der gennemsnitligt mest nedbør, op til 57 mm.
| Vejr for Hvidovre (Forstad til København) | Vejr for Hvidovre (Forstad til København) | Vejr for Hvidovre (Forstad til København) | Vejr for Hvidovre (Forstad til København) | Vejr for Hvidovre (Forstad til København) | Vejr for Hvidovre (Forstad til København) | Vejr for Hvidovre (Forstad til København) | Vejr for Hvidovre (Forstad til København) | Vejr for Hvidovre (Forstad til København) | Vejr for Hvidovre (Forstad til København) | Vejr for Hvidovre (Forstad til København) | Vejr for Hvidovre (Forstad til København) | Vejr for Hvidovre (Forstad til København) | Vejr for Hvidovre (Forstad til København) |
|                                           | Jan                                       | Feb                                       | Mar                                       | Apr                                       | Maj                                       | Jun                                       | Jul                                       | Aug                                       | Sep                                       | Okt                                       | Nov                                       | Dec                                       | År                                        |
| ----------------------------------------- | ----------------------------------------- | ----------------------------------------- | ----------------------------------------- | ----------------------------------------- | ----------------------------------------- | ----------------------------------------- | ----------------------------------------- | ----------------------------------------- | ----------------------------------------- | ----------------------------------------- | ----------------------------------------- | ----------------------------------------- | ----------------------------------------- |
| Gns. højeste maks °C                      | 11                                        | 12                                        | 16                                        | 22                                        | 26                                        | 28                                        | 30                                        | 32                                        | 26                                        | 21                                        | 14                                        | 12                                        | 33                                        |
| Gennemsnitlig maks °C                     | 3                                         | 3                                         | 7                                         | 12                                        | 17                                        | 20                                        | 23                                        | 22                                        | 18                                        | 13                                        | 8                                         | 4                                         | 13                                        |
| Gennemsnitlig min °C                      | −1                                        | −1                                        | 1                                         | 4                                         | 8                                         | 12                                        | 14                                        | 14                                        | 11                                        | 7                                         | 4                                         | 0                                         | 7                                         |
| Gns. laveste min °C                       | −6                                        | −6                                        | −4                                        | −2                                        | 1                                         | 8                                         | 10                                        | 10                                        | 6                                         | 0                                         | −2                                        | −5                                        | −8                                        |
| Gennemsnitlig nedbør mm                   | 56                                        | 36                                        | 33                                        | 30                                        | 52                                        | 62                                        | 72                                        | 96                                        | 50                                        | 65                                        | 67                                        | 65                                        | 684                                       |
| Gns. månedlige solskinstimer              | 45                                        | 64                                        | 148                                       | 214                                       | 243                                       | 238                                       | 243                                       | 194                                       | 166                                       | 105                                       | 47                                        | 34                                        | 1.741                                     |
| Pct. af muligt solskin                    | 20                                        | 26                                        | 40                                        | 50                                        | 52                                        | 48                                        | 48                                        | 43                                        | 43                                        | 32                                        | 20                                        | 18                                        | 37                                        |
| Kilde: Danmarks Meteorologiske Institut   |                                           |                                           |                                           |                                           |                                           |                                           |                                           |                                           |                                           |                                           |                                           |                                           |                                           |

### Miljø og forurening
København er anerkendt som en af de mest miljøvenlige byer i verden. Meget af byens miljøsucces kan tilskrives en stærk kommunalpolitik kombineret med en fornuftig national politik. I 1971 etablerede Danmark et miljøministerium og var det første land i verden til at implementere en miljølov i 1973.
Efter en stor indsats for at forbedre vandkvaliteten i havnen bl.a. med etablering af rensningsanlæg og overløbsbassiner, kan man nu svømme i havnen, og der bliver hvert år arrangeret en svømmekonkurrence i kanalen omkring Christiansborg. Ligeledes er der etableret flere havnebade i den indre havn. Udover en forbedring af vandkvaliteten i havnen er der ligeledes arbejdet på at forbedre vandkvaliteten i byens søer. Gentofte Sø er en af de reneste søer i regionen, og der kan bl.a. findes sjældne orkideer i vådområdet.
Jorden i Københavns byzone er som udgangspunkt lettere forurenet. Denne forurening kan f.eks. stamme fra bilers udstødning eller industriens udledning af røg og støv. Derudover er der mange områder i København, hvor der er forurening af højere grad. Dette kan skyldes, at der har ligget forurenende virksomheder på grunden, som farverier eller benzinstationer, at der er deponeret affald eller af andre grunde.
København oplever lige som andre storbyer problemer med luftforurening og larm fra biler, busser og lastbiler. Man regner med, at hvert år dør omkring 500 københavnere tidligere end ellers som følge af forurening. I 2007 viste en undersøgelse, at den femtedel af Københavns indbyggere, der boede nærmest de mest befærdede gader, havde dobbelt så stor risiko for at dø tidligere end normalt. Fra 2010 er der dog etableret en miljøzone, hvor alle lastbiler skal have partikelfiltre på. Zonen er fra 2020 blevet udvidet til hele København og Frederiksberg kommuner og skærpet til at gælde alle ældre varebiler, busser og lastbiler. Frem mod 2025 skærpes reglerne yderligere, så køretøjerne skal opfylde skrappere udledningskrav.
I de senere år er der kommet ekstra fokus på at markedsføre sig på miljøområdet og især Københavns Kommune arbejder målrettet med dette. I 2001 blev der bygget en stor offshore vindmøllefarm lige uden for den københavnske kyst på Middelgrunden, der producerer omkring 4 % af byens elektricitet. Der er forslag fremme om at placere flere møller ved bl.a. Nordhavnen og Lynetten. Som belønning for en langvarig indsats inden for helhedsorienteret miljøplanlægning modtog Københavns Kommune i 2006 European Environmental Management Award, og hele byen København blev i 2009 kåret som Europas grønneste by i The Economist. Også nyere artikler nævner København som den grønneste by; bl.a. Culture Trip (2020), og Travel Earth (2020).

## Politik
Byen København styres politisk af ovenstående 18 kommuner og 2 regioner. Derudover er der samarbejder på tværs af kommuner, regioner og lande.

### Kommunerne
De fleste kommuner i Københavnsområdet har socialdemokratiske borgmestre. Det gælder Københavns Kommune og størstedelen af kommunerne på Vestegnen. Kommunerne uden socialdemokratisk borgmester er de to nordlige kommuner Lyngby-Taarbæk og Rudersdal. Hertil kommer Høje-Taastrup, Vallensbæk og Glostrup mod vest samt Greve Kommune længst mod sydvest.

### Regionerne
Størstedelen af København er placeret i Region Hovedstaden, der er dannet i forbindelse med Strukturreformen i 2007 af de tidligere Københavns og Frederiksborg amter samt kommunerne København, Frederiksberg og Bornholm.
En del af Københavns sydvestlige kvarterer ligger i Region Sjælland.
Regionernes vigtigste opgaver er sygehusområdet, herudover ejes i fællesskab Movia, det kollektive trafikselskab i Østdanmark (dog uden Bornholm, der har sit eget trafikselskab, BAT). De to regioner udgør også i fællesskab en af Danmarks fire beskæftigelsesregioner, dog uden Bornholm, der udgør sin egen beskæftigelsesregion. Gymnasierne, sygeplejeskolerne og tekniske skoler, AMU-centre og øvrige kortere videregående uddannelser er alle fra og med 2007 i lighed med øvrige uddannelser selvejende institutioner finansieret af staten, mens folkeskoler, daginstitutioner og plejehjem hører under de enkelte kommuner.

### Politik på tværs af grænser
Kommunerne i de enkelte regioner har et samarbejde i henholdsvis Kommunekontaktråd Hovedstaden og Kommunekontaktråd Sjælland. Her samarbejdes især om de tilbud, der gives borgerne.
Fra 1974-1989 fungerede Hovedstadsrådet som et centralt planlægningsorgan for hele hovedstadsregionen og HUR fungerede med omtrent samme formål fra 2000-2006.
En del af Københavns nærmeste satellitbyer som Birkerød og Lillerød betragtes som en del af Storkøbenhavn, og det politiske arbejde på kommunalt niveau om byen København involverer derfor ofte disse kommuner. Kommunerne på den københavnske vestegn står i den forbindelse ofte samlet under Vestegnssamarbejdet og har samlede politiske udspil.
Region Hovedstaden, Region Sjælland, Københavns og Frederiksberg Kommune, Bornholms Regionskommune samt Kommunekontaktråd Hovedstaden og Sjælland deltager sammen med tilsvarende myndigheder fra Skåne i Öresundskomiteen, som er en regionalt samarbejde om at fjerne grænsehindringer ved at bo og arbejde i Øresundsregionen.

## Demografi og samfund
Befolkning udfra etnisk baggrund i 2022
     Dansk (73.7%)     Anden europæisk (12.9%)     Asiatisk (8.2%)     Afrikansk (3.0%)     Andet (2.2%)
København er den mest folkerige by i Danmark og én af de mest folkerige i de nordiske lande. Af statistiske årsager, anser Danmarks Statistik Byen København for bestående af Københavns Kommune plus tre omegnskommuner: Dragør, Frederiksberg og Tårnby. Deres samlede befolkning er 763.908 (per december 2016).
Københavns Kommune er langt den mest folkerige i landet og én af de mest folkerige nordiske kommuner med 655.000 indbyggere (per 2023). Der var en demografisk højkonjunktur i 1990’erne og de første årtier efter årtusindskiftet, i det store og hele grundet indvandring til Danmark. Ifølge statistikken fra første kvartal af 2022, var 73,7 % af kommunes befolkning af dansk herkomst, defineret som havende mindst én forældre født i Danmark med dansk statsborgerskab. Meget af de tilbageværende 26,3 % er af indvandrerbaggrund (20,3 %) eller efterkommere af indvandrere (6 %).[5] Der er ingen officielle statistikker for etniske grupper. Grafen viser de mest hyppige oprindelseslande for københavnske indbyggere. Største fremmedgruppe er pakistanere (1,3 %), tyrkere (1,2 %), irakere (1,1 %), tyskere (1,0 %) og polakker (1,0 %).
Ifølge Danmarks Statistik, har Københavns Omegn et større befolkningstal på 1.280.471 (per 1. januar 2016). Københavns Omegn består af kommunerne i København samt Frederiksberg plus 16 øvrige kommuner. Hovedstadsområdet har totalt 2.016.285 indbyggere (per 2016). Hovedstadsområdet er defineret af Fingerplanen. Siden åbningen af Øresundsforbindelsen i 2000, er pendling mellem Sjælland og Skåne steget hurtigt, der har ledt til et bredere interforbundet område. Kendt som Øresundsregionen, dækker den i alt over 20.754,63 km2 i det østlige Danmark og Skåne i Sverige og havde et indbyggertal på 4.136.082 d. 1. juli 2022, hvoraf 2.711.554 boede i de danske dele per d. 1. januar 2022.

### Religion
Et flertal (56,5 %) af dem, som bor i Københavns Stift, er medlemmer af Folkekirken, og tallet er faldende. Den nationale katedral, Vor Frue Kirke, er én af talrige kirker i København. Der er også flere andre kristne menigheder i byen, hvoraf den største er romersk-katolsk.
Udenlandsk indvandring til København, der er steget i løbet af de sidste tre årtier, har bidraget til stigende religiøs diversitet; Hamad Bin Khalifa Civilisation Center åbnede i 2014. Islam er den andenstørste religion i København, der udgør anslået 10 % af befolkningen. Selvom der ingen officielle statistiker er, anslås det at, en signifikant andel af de estimerede 175.00-200.000 muslimer i landet bor Københavns Omegn, med den højeste koncentration på Nørrebro og på Vestegnen. Der er også op imod 7000 jøder i Danmark, med de fleste bosat i København, hvor der er flere synagoger. Jøder har en lang historie i byen og den første synagoge i København blev bygget i 1684. I dag kan de danske jøders historie opleves på Dansk Jødisk Museum i København.
Indbyggertal i København gennem tiderne:
| År   | Folketal | Ny definition          |
| ---- | -------- | ---------------------- |
| 1517 | 4.460    |                        |
| 1672 | 41.000   |                        |
| 1801 | 100.975  |                        |
| 1860 | 155.143  | Frederiksberg tilføjes |

| År   | Folketal | Ny definition |
| ---- | -------- | ------------- |
| 1880 | 266.466  |               |
| 1911 | 584.089  |               |
| 1930 | 771.168  |               |
| 1950 | 974.901  |               |
| 1970 | 802.391  |               |
| 1975 | 729.357  |               |

| År   | Folketal  | Ny definition                                                                |
| ---- | --------- | ---------------------------------------------------------------------------- |
| 1976 | 1.292.647 | Bl.a. Brøndby, Dragør, Høje Taastrup og Lyngby-Taarbæk kommuner tilføjes     |
| 1981 | 1.381.882 | Bl.a. Ledøje-Smørum, Ishøj, Fredensborg-Humlebæk og Solrød kommuner tilføjes |
| 1990 | 1.337.114 |                                                                              |
| 1995 | 1.353.333 |                                                                              |
| 1999 | 1.069.813 | Ny definition: 200m.-grænsen indføres.                                       |
| 2013 | 1.230.728 |                                                                              |
| 2014 | 1.246.611 |                                                                              |
| 2020 | 1.330.993 |                                                                              |

### Fingerplanen og "Det indre storbyområde"
I Fingerplanen fra 1947 finder man et ikke-administrativt område, der benævnes Det indre storbyområde. Dette område omfatter den bebyggede del af Københavns Kommune (en del af Vestamager regnes hverken for "by" eller "park" men for "ikke urbant område"). Øvrige kommuner eller dele deraf inkluderet i området er Frederiksberg, Gentofte, Hvidovre, store dele af Herlev, Rødovre og Gladsaxe kommuner samt mindre dele af Tårnby og Brøndby Kommuner.
Området omfatter omkring 180 km² og har cirka 925.000 indbyggere (mellem 900.000 og 950.000;over 1.122.000 med hele arealet af kommunerne indregnet (1. november 2023)), og intet af området er at betragte som forstad. "Den indre storby" er en hårdere fortolkning af bybegrebet end hvad f.eks. Danmarks Statistik bruger i begrebet "byområde". Tallet kan bruges til sammenligning med andre storbyer. F.eks. er tilsvarende tal for Stockholm ("innerstaden") kun 300.000. Planen er aldrig blevet vedtaget officielt i noget forum, men det pædagogisk visuelle udtryk i planen har vist sig at være så stærkt, at beslutningstagere lokalt og centralt har fulgt planens tanker.

### Livskvalitet
I en årrække har København rangeret højt i internationale livskvalitetsundersøgelser. Dens stabile økonomi samme med dens uddannelsestilbud og sociale sikkerhedsniveau gør den attraktiv for lokale såvel som besøgende. Selvom den er én af verdens dyreste byer, er den også en af de mest beboelige med dens kollektive transport, cykelfaciliteter og miljøtiltag. For at løfte København til ”mest beboelige by” i 2013, udpegede dens åbne pladser, stigende aktivitet på gaderne, byplanlægning til fordel for cyklister samt fodgængere, og for indbyggere bylivstilskyndende træk med vækning af fællesskab, kultur og cuisine. Andre kilder har rangeret København højt for dens forretningsmiljø, tilgængelighed, restauranter og miljøplanlægning. Trods en topscore på livskvalitet, var dens score lav for medarbejderaktivitet og prisoverkommelighed.[kilde mangler]

## Kultur og oplevelser

### Musik, teater og opera
Det ældste og mest berømte teater i hovedstaden er det i 1748 grundlagte kongelige Teater placeret for enden af Kongens Nytorv. Teatret har siden dets grundlæggelse været den nationale scene for teater, skuespil, opera og ballet.  Teatret har en stor scene benævnt Gamle scene, som kan rumme ca. 1.600 tilskuere. Inden for de sidste år har opera og skuespil dog fået selvstændige bygninger. Operaen blev bygget i 2005 på Holmen over for Amalienborg og kan huse op til 1.703 tilskuere. Skuespilhuset kom til i 2008 ved Kvæsthusbroen ved Nyhavn. Den Kongelige Danske Ballet kan stadig findes på Det Kongelige Teaters gamle scene. Da den er grundlagt i 1748, er den en af de ældste ballettrupper i Europa. Den er hjemsted for Bournonvilleballetstilen.
Udover de mere traditionelle tilbud som teater, opera og ballet, som Det Kongelige Teater kan byde på, findes der et væld af andre teatre, der byder på nyfortolkninger af klassiske teaterstykker samt helt nye stykker og genrer, som Folketeatret og Nørrebro Teater.
København har igennem mange år haft en stor jazzscene. Jazzen kom til København i 1960'erne, hvor amerikanske jazzmusikere som Ben Webster, Thad Jones og Dexter Gordon flyttede til byen. Musikalsk samledes de på Jazzhus Montmartre, som i 1960'erne var det europæiske centrum for den moderne jazz. Jazzklubben lukkede i 1995, genåbnede i maj 2010, men forventes igen at lukke i 2020/2021 grundet udfordringer opstået i forbindelse med nedlukningen grundet coronaepidemien. Hvert år i juli måned fejres Copenhagen Jazz Festival, som fylder spillesteder og pladser med jazzkoncerter.
Det vigtigste sted for rytmisk musik i København er Vega på Vesterbro, som er blevet valgt til "bedste koncertsted i Europa" af det internationale musikmagasin Live Pumpehuset og Den Grå Hal er ligeledes populære indendørs koncertsteder. De største indendørs koncerter bliver afholdt i Parken, hvor der er plads til op imod 55.000 tilskuere. De største udendørs koncerter arrangeres ofte i Valbyparken, herunder Grøn Koncert, som har sluttet turneen i København siden 1985 og siden 2017 også er startet i København.
For gratis underholdning kan man gå en tur op ad Strøget, især mellem Nytorv og Højbro Plads, der sen eftermiddag og aften forvandler sig til et improviseret treringscirkus med musikere, tryllekunstnere, jonglører og andre gadeoptrædener.

### Museer
Som Danmarks hovedstad rummer København nogle af de vigtigste samlinger om dansk historie og kultur, men enkelte museer har også samlinger af stor international kvalitet. Nationalmuseet, der blev grundlagt i 1807, er det vigtigste museum i Danmark for kultur- og historie. Museet rummer bl.a. et væld af oldtidsfund med uvurderlige genstande som f.eks. Solvognen. Ny Carlsberg Glyptotek fremviser ligeledes en bred samling af genstande fra forhistorisk tid til i dag. Museet har antikke samlinger fra Mesopotamien, Egypten inklusive en stor samling mumier, det gamle Grækenland med et stykke fra Parthenonfrisen, der er af international kvalitet, og forskellige artefakter fra det gamle Rom. Glyptoteket er helt unikt og det eneste af sin slags i de Nordiske lande.
Statens Museum for Kunst er landets største kunstmuseum med store samlinger og ofte udstillinger med nyere kunst. Thorvaldsens Museum fra 1848 med Bertel Thorvaldsens mange figurer var byens første egentlige kunstmuseum. Den Hirschsprungske samling rummer mest malerier fra Guldalderen og af skagensmalerne. Den moderne kunst fremvises primært i Arken i Ishøj og Louisiana i Humlebæk nord for København.
Davids Samling rummer udover dansk kunst og kunsthåndværk en af de ti væsentligste samlinger af islamisk kunst i den vestlige verden. Krigsmuseet fra 1838 rummer en enorm samling af krigsmateriel fra middelalderen og frem til nyere tid.
De naturhistoriske museer er repræsenteret med Botanisk Have, Geologisk Museum og Zoologisk Museum. De tre museer har indgået et samarbejder, Statens Naturhistoriske Museum og forventes samlet i en bygning ved Botanisk have i 2024 som et nationalt naturhistorisk museum. Eksperimentarium og Planetarium omhandler generel fysik og astronomi.
København rummer også mere specialiserede museer som Arbejdermuseet, Frihedsmuseet, Københavns Bymuseum, Storm P Museet og Enigma (forventes åbnet i 2022), der er en efterfølger til Post & Tele Museum.

### Parker, skove, søer og strande
København har en række parker, hvor de to største er Valbyparken og Fælledparken på hhv. 64 og 58 ha. Valbyparken er derudover omgivet af fodboldbaner og kolonihaver. Der er (pr. 2021) ved at blive bygget en strand i vandkanten mod Københavns Havn. Den store plæne i parken lægger bl.a. plads til Grøn Koncert. Fælledparken på Østerbro er blandt de mest besøgte attraktioner i Danmark med flere millioner besøgende om året. Den tredjestørste park i København er Frederiksberg Have (32 ha). Her kan man bl.a. nyde udsigten til Norman Fosters elefanthus i Zoologisk Have, som optager den vestlige del af haven.
Udover parker har byen nogle meget åbne naturområder, hvor det største er Amager Fælled på 223 ha. Amager Fælled består af ca. en fjerdel oprindelig strandeng og tre fjerdele opfyldt havbund. Fælleden er løbende blevet indskrænket og har afgivet arealer til bl.a. Ørestad og boldbaner. Der er pt. ved at blive gjort klar til at blive bygget i den sydlige del. Dette byggeri skaber (pr. 2021) meget debat i særligt de københavnske medier og i den københavnske politik. Derudover er der Sydhavnstippen, som er et 40 ha naturområde med masser af dyreliv og planteliv.
En anden meget populær park er Kongens Have i det centrale København med Rosenborg Slot. Parken har været åben for publikum siden starten af 1700-tallet. Centralt i byen langs de tidligere volde findes en række parker, hvoraf Tivoli er den mest kendte.
Noget særligt for København er, at flere kirkegårde ligeledes har en dobbeltfunktion som parker, dog kun for stille aktiviteter. Assistens Kirkegård, hvor H.C. Andersen blandt andet ligger begravet, er et vigtigt grønt åndehul for Indre Nørrebro. Det er officiel politik i København, at alle indbyggere i 2015 skal kunne nå en park eller strand til fods på mindre end 15 minutter.
København har udover parker også en række skove, herunder Vestskoven (15 km²) i den vestlige del og Hareskoven (9 km²) i den nordvestlige del. Dyrehaven (11 km²) ligger i den nordlige del og indeholder både skov, slette og en golfbane.
Lige vest for ringen af parker fra de gamle volde findes Københavns Indre Søer. Af andre markante søer findes Damhussøen og bl.a. Utterslev Mose og Bagsværd Sø.
København har en række sandstrande. Den største er Amager Strandpark, der åbnede i 2005, som inkluderer en 2 km lang kunstig ø og totalt 4,6 km sandstrand. Derudover findes bl.a. strande ved Bellevue og Charlottenlund langs nordkysten og Brøndby langs sydkysten. Strandene er suppleret af flere havnebade langs havnefronten. Det første og mest populære af disse er placeret ved Islands Brygge.

### Medier og film
Mange danske medieselskaber har deres hovedsæde i København. Det statsfinansierede DR startede sine radioaktiviteter her i 1925. I starten af 1950'erne var virksomheden ligeledes ansvarlig for at udbrede fjernsyn til hele landet. I dag har medievirksomheden adskillige fjernsyns og tv-kanaler, som styres fra DR Byen, bygget i 2006/07 i Ørestad. Det Odense-baserede TV 2 har samlet sine københavnske aktiviteter på Teglholmen.
To af de tre store landsdækkende aviser Politiken og Berlingske samt de to store tabloidaviser Ekstra Bladet og BT har hovedkontor i København. Ydermere har Jyllands-Posten en redaktion i byen. 2003 fusionerede Politikens Hus med Morgenavisen Jyllands-Posten og dannede selskabet JP/Politikens Hus. Berlingske, grundlagt i 1749 er Danmarks ældste avis. Berlingske Media, som bl.a. udgiver Berlingske er ejet af den London-baserede Mecom Group. Derudover findes en lang række lokalaviser som Vesterbro Avis. Andre medievirksomheder inkluderer Aller Media, som er den største udgiver af ugentlige og månedlige magasiner i Skandinavien, Egmont, som bl.a. står bag Nordisk Film, og Gyldendal, den største danske bogudgiver.
København har ligeledes en relativ stor film- og tv-industri. Filmbyen, der ligger på en nedlagt militærbase i forstaden Hvidovre, huser adskillige filmselskaber og studier. Blandt filmselskaberne er Zentropa, hvori filminstruktøren Lars von Trier er medejer, som står bag adskillige internationale filmproduktioner og som var en af grundlæggerne af dogmebevægelsen. Historisk var København, og især selskabet Nordisk Film, i 1910'erne og 1920'erne centrum for filmindustrien i Nordeuropa med hundredvis af årlige filmproduktioner. Nordisk Film i Valby producerer stadig mange film og har i dag 1.200 medarbejdere (pr. 2006) og er den største producent og distributør af elektronisk underholdning i Norden.

### Restauranter og caféer
Den største koncentration af cafeer er i Indre By, Østerbro og Vesterbro. Den første københavnske cafe åbnede i 1831 på Hotel D’Angleterre, men det var først med åbningen af Café Sommersko i 1976, at cafekulturen for alvor kom til København, og der er nu over 300 cafeer spredt over hele byen.
Det københavnske natteliv er centreret omkring Indre by, Nørrebro og Vesterbro, bl.a. Laurits Betjent, Nasa, Rust og Vega.
Inden for det seneste årti har København for alvor markeret sig med restauranter, der kan måle sig blandt de bedste. Mest fremtrædende er Noma, med 2 stjerner i Michelin-guiden siden 2007, som derudover er blevet udnævnt som den bedste restaurant i verden. Udover Noma havde København 11 restauranter, der har fået én stjerne i Michelinguiden pr. 2021. Med 18 stjerner er København den by i Norden med flest stjerner, hvilket har været tilfældet i en årrække. I 2016 fik Restaurant Geranium som den første danske restaurant nogensinde tre Michelinstjerner (der er den højeste score), hvilket de har fastholdt siden.
Pølsevognen har traditionelt været det foretrukne spisested for den lille sult, men udfordres nu af burgerbarer, pizzeriaer, shawarma- og sushi-barer og lignende. Smørrebrødsrestauranter er en anden type frokostbeværtning, som er kendetegnende for København.
København er den hovedstad i verden, hvor økologisk mad har den største markedsandel. Et ud af ti indkøb er økologisk i København.

### Sport
København repræsenterer en lang række sportsgrene og er i Danmark ofte førende på området. Af større sportsanlæg findes bl.a. Parken, men også f.eks. Brøndby Stadion, Farum Park og Gladsaxe Stadion til fodbold, Østerbro Stadion til atletik, Ballerup Super Arena til banecykling, Rødovre Skøjte Arena til ishockey, Brøndbyhallen til håndbold og Bagsværd Rostadion til roning.
Det største danske stadion Parken, som ligger på Østerbro, er både hjemmebane for det danske fodboldlandshold og fodboldklubben F.C. København. F.C. København har i en årrække været meget dominerende i den danske Superliga med tretten mesterskaber siden 2000. Derudover er København bl.a. hjemby for fodboldklubberne Brøndby IF, AB, B.93, Frem og Fremad Amager. Af større fodboldstadioner findes udover Parken også Brøndby Stadion (som er Danmarks næststørste), Gladsaxe Stadion og Farum Park. Østerbro stadion er byens største stadion til atletik.
Inden for håndbold er KIF Kolding København det største københavnske hold. De har dog udelukkende et herrehold tilknyttet håndboldligaen. KIF Kolding København er en delvis videreførelse af AG København, som fusionerede med Kolding IF Håndbold. Til trods for stor succes i Champions League foråret 2012, kom AG København pludselig i økonomisk krise i sommeren samme år, der 31. juli 2012 førte til at klubben indgav en konkursbegæring.
Inden for atletik er det især klubben Sparta, der har gjort sig bemærket og herreholdet har vundet Danmarksturneringen i atletik 29 år i træk frem til 2014 og dameholdet har vundet Danmarksturneringen i atletik 17 år i træk frem til 2014. Copenhagen Athletics Games afholdtes i perioden 2005–2007, og før det afholdtes Copenhagen Games (1973-1986). Begge stræbte efter at vise atletik i verdensklasse.
DM i ishockey for herrer blev indtil midten af 1970'erne vundet mange gange af de københavnske klubber KSF og Rungsted IK. Siden da er DM primært blevet vundet af jyske klubber, mens Rungsted Seier Capital og Rødovre Mighty Bulls har skiftet til at være Københavns bedste ishockeyhold for herrer. På kvindesiden har Hvidovre Ishockey Klub været meget dominerende i DM med 8 mesterskaber i de 10 turneringer siden 2011, ofte med Herlev IK som nærmeste konkurrent.
København har en lang tradition for roning og har leveret flere landsholdsroere. DSR, som er Danmarks største roklub, og Kvik, der begge ligger i Svanemøllebugten, har hvert år siden 1895 roet den traditionsrige svanemøllematch. Derudover findes en række andre klubber bl.a. Københavns Roklub og Bagsværd Roklub.
København kan vise en række golfbaner, bl.a. Københavns Golf Klub i Dyrehaven og Royal Golf Center i Ørestad. Royal Golf Center er blevet anlagt med henblik på at kunne afholde PGA-turneringer.
I Københavns Kommune er der blevet lagt planer om at gøre København til vært for fremtidige internationale sportsbegivenheder. København var i 2009 vært for World Outgames, som er en international sportsbegivenhed for homoseksuelle. Og ambitionen om afholdelse af verdensmesterskaber i f.eks. håndbold og ishockey forstærkes p.t. af opførelsen af Copenhagen Arena.
For hestesport findes i de nordlige forstæder den i 1891 åbnede Charlottenlund Travbane, som er Nordens ældste. Ligeledes mod nord findes også Klampenborg Galopbane. Fra 1922 til 1976 eksisterede i Tårnby ligeledes Amager Travbane.
København var en af værtsbyerne ved Europamesterskabet i fodbold 2020, som blev i juni og juli 2021. Der blev afvikles tre gruppespilskampe og en ottendedelsfinale i Parken.
1. etape af Tour de France 2022 blev 1. juli kørt som en enkeltstart i byens centrum.

### Venskabsbyer
Venskabsbyer er i Danmark på kommunalt niveau. Københavns Kommune har fx et søsterbysamarbejde med Beijing og et sektorsamarbejde med Buenos Aires. De fleste af nabokommunerne har ligeledes valgt at have venskabsbyer. Der er derfor omkring 85 (pr. 2009) udenlandske byer, som på den måde har en del af København som venskabsby.

## Uddannelse og forskning
Grundskoler kan findes over hele byen, både private og offentlige. Som i resten af Danmark er langt de fleste skoler offentlige folkeskoler, som styres og finansieres af kommunerne. For København kommune går ca. 72 % af eleverne i offentlig skole, mens det for de omkringliggende kommuner ligger højere. De private skoler oprettet under friskoleloven omfatter traditionelle grundtvig-koldske friskoler, større privatskoler (typisk opstået som realskoler), lilleskoler, kristne friskoler, katolske skoler, muslimske skoler, tyske mindretalsskoler, steinerskoler, freinetskoler m.fl. De private skoler finansieres med 75 % af staten og 25 % af forældrebetaling.
Ungdomsuddannelser, der kan opdeles i erhvervsrettede og gymnasiale uddannelser kan findes over hele byen. Blandt de mere kendte kan nævnes Det frie Gymnasium og  Ingrid Jespersens Gymnasieskole. Desuden ligger landets ældste 2-årige STX-uddannelse i København, nemlig Nørrebro Gymnasium. Indtil 2020 bar institutionen navnet Akademisk Studenterkursus.
Ud over folkeskoler og gymnasier har en del af landets højere uddannelsesinstitutioner til huse i København. Københavns Universitet er Danmarks ældste universitet. Det blev indviet i 1479, og universitetets ældste bygninger ligger på Frue Plads, hvor Københavns ældste hus ligger i universitetsgården. I 2007 blev den tidligere Kongelige Veterinær- og Landbohøjskole på Frederiksberg og Danmarks Farmaceutiske Universitet fusioneret med Københavns Universitet, som nu har 5.500 forskere og næsten 40.000 studerende. Derudover har KU afdelinger på det nordlige Amager og sundhedsvidenskab på Panum Instituttet på Østerbro.
Copenhagen Business School, der tidligere blev kaldt Handelshøjskolen i København, har til huse i fire moderne bygninger på Frederiksberg. Skolen har ca. 19.000 studerende og 675 fastansatte forskere. IT-Universitetet i København, blev oprettet i 1999 som en del af CBS, men er fra 2003 et selvstændigt universitet, der dog stadig samarbejder med CBS. Der går mere end 2.500 studerende på universitet, hvor man kan uddanne sig til cand.it..
Ingeniøruddannelserne er samlet på Danmarks Tekniske Universitet i Lyngby. Udover den primære lokalitet i Lyngby har DTU ligeledes afdelinger i bl.a. Helsingør og Risø. Samlet har institutionen ca. 7.000 studerende.
På Holmen ligger en campus med flere institutioner med kunstneriske og kreative fag. Det drejer sig bl.a. Statens Teaterskole, Den Danske Filmskole og Kunstakademiets Arkitektskole. Øvrige kreative fag kan f.eks. studeres på Danmarks Designskole og Det Kgl. Danske Musikkonservatorium.
Der findes to professionshøjskoler og to erhvervsakademi i København, der har uddannelser som lærer, sygeplejerske, byggeri, design, ledelse mm. Professionshøjskolen UCC og Professionshøjskolen Metropol har begge ca. 10.000 studerende, mens KEA (Københavns Erhvervsakademi) har ca. 3.000 studerende. Dertil kommer Niels Brock Copenhagen Business College 
Danmarks Biblioteksskole lå også tidligere i København med op imod 2.000 studerende., men uddannelsen er ikke længere en selvstændig uddannelsesinstitution, men er i dag en mindre del af Institut for Kommunikation på Københavns Universitet.
Udover den forskning, der varetages på offentlige institutioner varetages rigtig meget forskning af private virksomheder, som fx, Novo Nordisk og Lundbeck.

## Økonomi
Hovedstadsområdet er som landets største byområde et naturligt økonomisk kraftcenter for landet, men også for det sydlige Sverige spiller byområdet en vigtig økonomisk rolle.
Tidligere var København præget af en række store industrielle virksomheder som Burmeister & Wain og Dansk Sojakagefabrik. København var ligeledes udgangspunkt for C.F. Tietgens omfattende netværk af virksomheder (Privatbanken, Det Store Nordiske Telegrafselskab, De Danske Spritfabrikker m.fl.). Fra anden verdenskrigs afslutning er den tunge industri i lighed med tilsvarende tendenser i resten af Europa dog flyttet uden for byen eller helt ud af landet, og København er i højere grad blevet en vidensby.
Politisk set er det meste af centraladministrationen placeret i København, hvor de fleste ministerier har kontorer på eller i området omkring Slotsholmen. Ligeledes er de fleste styrelser placeret i Københavnsområdet, hvilket sammen med de mange private vidensarbejdspladser giver et højt specialiseret arbejdsmarked med mange videnstunge job.
Københavnsområdet er hjemsted for en håndfuld stærke forretningsklynger inden for områderne biotek, cleantech, IT og shipping. Klyngerne inden for biotech og cleantech har mange overlap, inden for f.eks. biomasseproduktion. Begge klynger støttes af klyngeorganisationer til vækst og fremme af industrierne. Inden for biotech er klyngeorganisationen Medicon Valley og inden for cleantech/miljøteknologi er det den nystiftede Copenhagen Cleantech Cluster. Klynger har fået et større fokus fra regionalpolitisk side, da klynger som cleantech-klyngen dækker over mere end 350 virksomheder og ca. 30.000 arbejdspladser.
Flere af de største danske virksomheder har hovedsæder i byområdet; specielt virksomheder inden for den farmaceutiske industri (Novo Nordisk, Lundbeck, Ferring m.fl.) og skibsfart (A.P. Møller-Mærsk, Torm, D/S Norden, J. Lauritzen) er vigtige for områdets økonomi. Ligeledes præger flere store finansielle koncerner sammen med Nationalbanken det centrale København herunder Danske Bank, Nordea Bank Danmark og Nykredit. Carlsberg, ISS og Skandinavisk Tobakskompagni er andre store selskaber, der har hovedsæde i Københavnsområdet.

### Turisme
Ifølge turistorganisationen HORESTA landede antallet af hotelovernatninger i hovedstadsregionen i 2018 på ca. ni mio., hvilket er ca. 1 mio. flere end 2012. De fleste udenlandske turister i København kommer fortsat fra Sverige, Norge og Tyskland.

#### Hoteller
I København findes fem 5-stjernede hoteller, der bl.a. tæller Hotel Nimb i Tivoli og Hotel Skt. Petri i Indre By. En omfattende ombygning i 2012–2013 af det berømte Hotel D'Angleterre på Kongens Nytorv har gjort hotellet til Københavns eneste 6-stjernede hotel.
København har i alt 12 hoteller med flere end 300 værelser og Europas største vandrehjem, Danhostel Copenhagen City på Kalvebod Brygge, med i alt 1020 sengepladser. Byens – og Skandinaviens – største hotel er det 75 meter høje Bella Sky Comwell i Ørestad med i alt 812 værelser fordelt på to tårne. Radisson Blu Scandinavia Hotel ved Islands Brygge er med sine 86 meter og 26 etager Danmarks højeste hotel. 8 ud af Københavns 11 største hoteller er bygget i det 21. århundrede, hvorimod Admiral Hotel i Frederiksstaden, der åbnede i 1978, ligger i en bygning opført i 1787. Også Radisson Blu Royal Hotel af Arne Jacobsen fra 1960, er værd at nævne. Det ligger centralt ved Vesterport.

#### Krydstogtturisme
Siden 1990'erne har krydstogtturismen – ligesom mange andre store havnebyer i Europa og resten af verden – været i betydelig vækst i København. I perioden 2005-2012 øgedes antallet af anløb med over 100, og antallet af passagerer næsten fordobledes i takt med, at tonnagen er blevet større. I Københavns Havn lægger krydstogtskibene til kaj i tre forskellige – og fra 2014 fire – områder: Langeliniekaj, Nordre Toldbod, Frihavnen og Nordhavnen (åbner i 2014). I 2012 lagde et krydstogtskib til kaj i Københavns Havn 372 gange med i alt 840.000 passagerer, hvilket var den hidtil bedste sæson i både København og resten af Danmark. Dermed er København Skandinaviens største krydstogthavn og Nordeuropas næststørste kun overgået af Southampton.

### Erhvervsklynger
Københavnsområdet er hjemsted for en håndfuld stærke forretningsklynger inden for områderne biotek, cleantech, IT og shipping. Klyngerne inden for biotech og cleantech har mange overlap, inden for f.eks. biomasseproduktion. Begge klynger støttes af klyngeorganisationer til vækst og fremme af industrierne. Inden for biotech er klyngeorganisationen Medicon Valley og inden for cleantech/miljøteknologi er det den nystiftede Copenhagen Cleantech Cluster. Sidstnævnte regnes som en af de stærkeste i verden, blandt andet som følge af årlige vækstrater på over 10 % indenfor eksport.
Indenfor shipping er aktiviteterne samlet i The Danish Maritime Cluster, der har center i København. Det er en af verdens førende maritime klynger, og står for 24 % af Danmarks eksport og 10 % af den samlede danske produktion. Klyngen som helhed beskæftiger 80.000 mennesker i selve virksomhederne og 35.000 i relaterede erhverv, hvoraf størstedelen findes i de store shippingfirmaer i København. Klyngen har en lang række partnere indenfor uddannelse og forskning, herunder blandt andre CBS, Københavns Universitet og DTU. Organiseringen af klyngen ledes af Maritime Development Center og Europe, som også er lokaliseret i byen.
Indenfor finans-IT har man ligeledes en erhvervsklynge. Mens finans og IT udgør 5 % af Danmarks generelle beskæftigelse, er tallet 14 % for Region Hovedstaden. Siden 2009 har man i organisationen Copenhagen Finance IT Region forsøgt at udvikle og fastholde branchen i regionen. En af udfordringerne er, at 50 % af arbejdspladserne i sektoren er risikoudsat i forhold til outsourcing, mod 25 % for servicesektoren generelt. Klyngeorganisationen har en række partnere, herunder CBS, Finansrådet, Dansk Metal og DI ITEK.

### Detailhandel
Strøget og Købmagergade er de to største shoppinggader med de største og mest almindelige butikker, mens mange af sidegaderne har de mere "skæve" butikker. På Gammeltorv ved Strøget ligger Caritasbrønden, som regnes som et af de fineste mindesmærker fra renæssancen. I brokvartererne fungerer især hovedgaderne, som Nørrebrogade, Amagerbrogade og Østerbrogade ud fra centrum som traditionelle handelsgader.
I det centrale København ligger stormagasinerne Magasin du Nord, Illum og Illums Bolighus, mens indkøbscentre findes flere forskellige steder i byen med Fields i Ørestad, City 2 i Taastrup og Fisketorvet ved Dybbølsbro som de største. I de centrale bydele tæller andre centre bl.a. Amager Centret, Frederiksberg Centret, Nørrebro Bycenter og Spinderiet i Valby, ligesom Københavns Hovedbanegård og Københavns Lufthavn også rummer en del butikker. I forstadsområderne findes bl.a. Lyngby Storcenter, Glostrup Storcenter og Rødovre Centrum.

## Arkitektur og byplanlægning
København er berømt for at have balance mellem ny og gammel arkitektur og en homogen bygningsmasse i 5-6 etagers højde. I 2008 vedtog Borgerrepræsentationen, at Indre By skal friholdes for højhuse. Således fremstår store dele af Indre By ganske velbevaret på trods af historiske bybrande og bombardementer, selv om mange af de berømte tårne og spir er af nyere dato. Store bybrande har dog betydet, at der ikke er ret mange bygninger ældre end 1728 tilbage. Modsat f.eks. Stockholm er København præget af punktvise fornyelser af bygningsmassen frem for voldsomme rydninger af større kvarterer. Samtidig har økonomien ofte lagt bånd på de mest ambitiøse projekter, hvorfor knopskydningsløsninger som ved Statens Museum for Kunst er udbredt. Store dele af Indre By er underlagt bygningsfredning.
Nogle af de ældste bygninger i indre by er Sankt Petri Kirke fra 1400-tallet og Konsistoriehuset fra ca. 1420. Christian 4. indtager en særlig plads i byens historie. Ikke blot fordoblede han byens areal og anlagde Christianshavn og Nyboder, men han var også hovedstadens første byplanlægger. Af alle kongens mange pragtbyggerier fremstår Børsen (1619–25) i nederlandsk renæssancestil som et enestående bygningsværk i europæisk arkitektur. Barokkens København er ligeledes repræsenteret med det berømte snoede trappespir på Vor Frelsers Kirkes tårn.
Den nye bydel Frederiksstaden, som blev igangsat i 1749, blev præget af rokokostilen. Centralt blev der anlagt en stor plads, Amalienborg Slotsplads med fire adelspalæer, der omkranser Rytterstatuen af Frederik 5.. Hele kvarteret er optaget i Kulturkanonen.
Efter byens brand 1795 og englændernes bombardement 1807 skulle store dele af byen genopføres. Det blev til huse, med afskårne hjørner, for at brandstigerne kunne komme omkring hjørnerne. Det meste af Indre By præges af denne arkitektur.
Voldenes fald (1856) blev startskuddet på en utøjlet tid, hvor nye kvarterer hastigt skød op. I brokvartererne og på Gammelholm opstod en afgrundsdyb forskel på de dekorerede facader mod gaden og de mørke baggårde og små lejligheder.
En af 1900-tallets største arkitekter Arne Jacobsen introducerede modernismen i Danmark og prægede byen med bl.a. Royal Hotel (1960) og Nationalbanken (1978).
Efterkrigstidens planlægning af hovedstadsområdet blev understøttet af Fingerplanen (1947). Fingerplanen fastlagde, at den bymæssige fortætning fremover primært skulle koncentreres i korridorer langs S-banenettet, mens mellemrummene skulle friholdes til grønne områder.
1970'erne og 1980'erne var præget af international modularkitektur uden særpræg samt en byggeiver, der hovedsagelig var koncentreret omkring forstadskommunerne, oftest i form af elementbyggeri i beton. I de centrale dele af København var der i perioden mest fokus på bysaneringer, denne gang rettet mod de kummerlige baggårdskarreer i brokvartererne.
I begyndelsen af 1990'erne var Københavns Kommune i krise, men der var dog overskud til at igangsætte store bevarende byfornyelsesprojekter på Vesterbro og på Amagerbro. Anlæggelsen af Ørestad skulle være med til at trække hovedstaden op af hængedyndet.
Mod slutningen af århundredet begyndte en reel opblomstring i arkitekturen med tilbygningerne til Statens Museum for Kunst og Det Kongelige Bibliotek. Derefter fulgte markante bygninger som Operaen, Skuespilhuset og Tietgenkollegium i Ørestad Nord.[kilde mangler]

### Højhuse og tårne
København har længe været en tæt bebygget men ikke særlig høj by. Dette skyldes bl.a. en stor respekt for byens historiske tårne og meget strenge lokalplaner. I de seneste 100 år har den generelle maksimale bygningshøjde været ca. 25 meter. Dette har medført, at de højeste bygninger i Indre By til dato er tårne og spir på Københavns Rådhus, Christiansborg, Vor Frelsers Kirke og Nikolaj Kunsthal.[kilde mangler]
De højeste bygninger i København er Pasteurs Tårn i Carlsbergbyen og Herlev Hospital, begge på 120 m. Den højeste menneskeskabte struktur i København er dog Gladsaxesenderen på 220 meter. Toppen af Gladsaxesenderen er med sine 267 m (inkl. 47 m naturlig højde) det tredjehøjeste punkt i Danmark efter to andre sendemaster.[kilde mangler] Domus Vista på Frederiksberg var indtil Turning Torso i Malmø indviedes i 2005 Nordens højeste bolighus men er nu kun det næsthøjeste.

## Infrastruktur og transport

### Transport
I 1947 blev Fingerplanen udarbejdet. Selvom den aldrig er blevet vedtaget i et officielt forum, har den haft stor betydning for København. Sportrafikken fra centrum foregår således i dag ud ad de fem fingre samt i en nyere finger over Amager og Øresund til Skåne i Sverige. Denne finger skaber også forbindelse til Københavns Lufthavn. Også flere af de store indfaldsveje følger fingrene. Til forskel for sportrafikken er der flere ringveje, som skaber forbindelse mellem de ydre områder af byen. Bl.a. Høje-Taastrup Kommune har sammen med de øvrige kommuner i Vestegnssamarbejdet planlagt trafik, boliger og grønne områder i overensstemmelse med Fingerplanens visioner.
Pendling i København har været et emne siden starten af 1900-tallet. Efter etableringen af Frederiksberg, var der borgere som arbejdede i en kommune, men boede i en anden. Deres skatteforhold var derfor genstand for debat. Efterhånden som byen voksede, kom dette til at gælde for flere og flere områder. I 1992 blev der pendlet fra omtrent halvdelen af Sjælland og i 2004 blev der pendlet fra hele Sjælland. Efter Øresundsforbindelsens bygning i 2000 er det også blevet almindeligt at pendle fra Malmø. Pendling med fly er ikke så almindeligt, men finder dog sted fra især Aalborg og Bornholm.
Langs jernbanerne ind mod København er mange pendlere organiseret i såkaldte pendlerklubber, der taler pendlernes sag. Der findes pendlerklubber fra de fleste større byer, som fx fra Roskilde, Køge og Sorø. En af de største pendlerklubber er Pendlerklubben Kystbanen, som organiserer pendlere langs Kystbanen.

#### Gang
I centrum af København foregår meget transport i gang, og op imod 80 % af den samlede færdsel i bymidten foregår til fods. Langt de fleste københavnske veje har fortove langs vejsiderne. I store træk er det kun motorvejene, der ikke har fortove. Dette gør, at det er muligt relativt sikkert at bevæge sig rundt til fods. Der er ligeledes installeret mange fodgængerfelter, hvoraf de fleste findes ved lyskryds.
København har en del gågader, hvor det ikke er tilladt at køre bil hvoraf den mest kendte er Strøget. Ligeledes findes der en del gader omkring strøget, der også har gågadestatus, som fx Købmagergade. I forstæderne er der bl.a. en gågade i Ballerup, hvor den 500 m lange Centrumgaden har gågadestatus.

#### Cyklisme
I København cyklede ca. 40-50 % af indbyggerne i 2013-2019 til arbejde eller uddannelse hver dag.
Et kendetegn ved København er de mange cykelstier, der ofte gør cyklen til et mere hensigtsmæssigt transportmiddel. Københavns Kommune har en strategi om at gøre København til verdens bedste cykelby. Et af målene er, at 50 % af københavnerne skal tage cyklen på arbejde eller til uddannelse i 2020. Som en del af denne strategi er Nørrebrogade blevet delvist lukket for biler.
København blev i 2019 kåret til den mest cykelvenlige by af det amerikanske magasin Wired.

#### Bilisme og parkering
Den indre by er trafikalt præget af middelalderbyens vejplanlægning, hvorfor bil- og buskørsel er svært. Uden for søerne og på Amager er det stadig de gamle landeveje, der er de vigtigste. Herunder hører Vesterbrogade, Nørrebrogade, Østerbrogade og Amagerbrogade. De større indfaldsveje er Lyngbymotorvejen, Hillerødmotorvejen, Frederikssundmotorvejen, Holbækmotorvejen og Køge Bugt Motorvejen. Indfaldsvejene bruges i stor stil af pendlere til at komme til og fra arbejde.
Vitalt for biltrafikken er systemet af ringveje i København. Som omkransning af brokvartererne løber Ring 2 og længere ude de to ringveje Ring 3, af almindelig vej standard, og motorvejen Motorring 3. Endnu længere ude, mellem Ishøj og Kgs. Lyngby er Motorring 4/Ring 4 mellem Ishøj og Kgs. Lyngby, hvor de sydligste 15 km er motorvej og de nordligste 11 km er almindelig vej.
De fleste steder i København er der gratis parkering. Dette gælder dog ikke for de indre bydele, hvor man som udgangspunkt skal betale for parkering. Uden for betalingsområder er der ligeledes områder, hvor der er tidsbegrænsning på parkering. Beboere i Københavns Kommune kan købe en beboerparkeringslicens, der gælder for det nærmeste område.

#### Kollektiv transport
Den gamle betegnelse for "Hovedstadsområdet" virker stadig som et zoneinddelt lokaltrafikområde med fælles billetsystem og betjenes af en kombination af busser, metro, S-tog og regionaltog og i periferien af området lokalbaner. S-togene bruges såvel på korte strækninger i den indre by som tilbringere fra forstæderne og til transport i og mellem disse. Den samlede offentlige transport i hovedstadsområdet er blevet anslået til 3,5 mia. personkilometer i 2006, heraf 33 % med S-tog, 33 % med regional- og fjerntog og 25 % med bus.
I modsætning til en række andre storbyer er de forskellige trafikarter trods fælles takstsystem underlagt hver deres selskab. Busserne hører under Movia, metroen under Metroselskabet, S-tog, regionaltog og fjerntog under DSB og lokalbanerne under Hovedstadens Lokalbaner.

#### Lufthavne
Københavns Lufthavn i Kastrup er Skandinaviens største med cirka 27 millioner passagerer om året. Den betjener ud over indbyggerne på Sjælland også indbyggere i Skåne og det øvrige Sydsverige, der med tog over Øresundsbroen let kan komme direkte til lufthavnen. Kastrup har en indenrigs- og to udenrigsterminaler. I 2009 startede byggeriet af en ny terminal "CPH GO" (tidl. Swift). Kastrup Lufthavn er forbundet med resten af København med bus, tog og metro.
Med det formål at forkorte rejsetiden til Aarhus, har Samsø Air Service søgt, og fået, tilladelse til at flyve med vandflyver mellem København og Aarhus. Rejsetiden forventes at være på en time. Ruten forventes at åbne april 2014. Ruten åbnede i maj 2016, og går mellem Nordre Toldbod 29 og Østhavnsvej 37 i Aarhus.
Omkring København findes ligeledes Roskilde Lufthavn, som fungerer primært som lufthavn for taxifly, privatfly og skoleflyvning, og Grønholt Flyveplads, som dog er en privat flyveplads med meget begrænset trafik.

#### Havne
Københavns Havn har været vigtig for byen siden dens grundlæggelse. Havnen er løbende blevet udbygget og dækker i dag et stort areal mellem Svanemøllebugten og Sjællandsbroen. De sidste årtier er de centrale og sydlige dele af havnen dog blevet omdannet til bolig- og erhvervsformål. Havneaktiviteter foregår derfor fortrinsvis i Nordhavnen, Langelinie og ved Prøvestenen.
Selskabet bag havnen er i dag fusioneret med Malmö Havn og driver de to havne under navnet Copenhagen Malmö Port.
Fra København er der færgeforbindelse til Oslo (Norge) og Swinoujscie (Polen).
København Havn anløbes af 250-300 krydstogtskibe hvert år, og havnen en af de største anløbshavne for disse i Nordeuropa. Havnen (og byen) er ligeledes flere gange kåret som den bedste anløbshavn for krydstogtskibe i Europa og verden.
Der er lystbådehavne ved Svanemøllehavnen, Prøvestenen og flere andre steder. Lystbådehavnen ved Svanemøllehavnen er Danmarks største med plads til 1.170 både.

### Forsyning og bortskaffelse
Københavns har stabile leverancer af vand, el, telefoni og andre leverancer, som sikrer at byen kan fungere.
I 1580 blev den første fælles vandforsyning i København etableret ved at der blev ført en ledning fra Emdrup Sø over Nørreport til hhv. Gammeltorv, Amagertorv og Købmagergade.
Siden 1859 hvor Københavns første vandværk blev bygget, har københavnerne hovedsagelig fået leveret grundvand. Fra 1859 fra 14 kildepladser langs Harrestrup Å. Siden Søndersø Vandværk ved Farum (1891), Thorsbro Vandværk ved Ishøj (1905), Nybølle Vandværk og Islevbro Vandværk (1923), Marbjerg Vandværk (1934), Lejre Vandværk (1939), Slangerup Vandværk (1954) og Regnemark Vandværk ved Køge Å (1964). Disse vandværker indvinder fra 56 kildepladser. Herfra pumper man grundvand op fra undergrunden. Gennem tiderne har flere andre kildepladser måttet lukke som følge af industriforurening, forurening fra landbruget eller fordi oppumpning af for meget vand har haft skadelige virkninger lokalt på vandløb, søer mv. Eksperimenter med at blande overfladevand i det almindelige grundvand har ikke afgørende ændret ved dette. Vandet er gennem tiderne blevet opbevaret først i Damhussøen og Sankt Jørgens Sø, senere Cisternerne i Søndermarken, Brønshøj Vandtårn og Bellahøj Højdebeholder. I dag opbevares vandet hovedsagelig på Tinghøj i Gladsaxe. Det var Københavns Vand og tidligere Københavns Vandforsyning, der stod for levering af drikkevand til det meste af København, indtil 2001 hvor det blev overtaget af Københavns Energi, og i 2013 af HOFOR som et samarbejde mellem en del af hovedstadsregionens kommuner. El, telefoni mv. leveres som udgangspunkt af store leverandører som Ørsted og TDC, men der er også mindre selskaber, der bidrager.
København har de senere årtier skabt gode muligheder for at affaldsprodukter fra produktion og husholdninger kan skaffes af vejen med etablering af forbrændingsanlæg og rensningsanlæg.[kilde mangler] De mere specialiserede og farlige affald håndteres som i de andre danske kommuner af Nordgroup i Nyborg.
Varme i København leveres i høj grad af fjernvarme eller naturgas. I Københavns Kommune leveres dette af HOFOR via et net af fjernvarmerør, som dækker omkring 85 % af det opvarmede areal. De øvrige kommuner er også godt med, med enten fjernvarme eller naturgas og der er udbredt fjernvarme eller naturgas i bl.a. Hvidovre og Gentofte kommuner.
I store dele af byen er det muligt, at få gas via byens distributionsnet. Denne bygas bruges i områder med fjernvarme primært til bl.a. madlavning, men i områder uden fjernvarme også til opvarmning af boliger og vand. Det er også Københavns Energi, der står for distributionen af gas i det meste af byen, ligesom de tager sig af kloaknettet.[kilde mangler]
Selskabet R98 stod for renovationen i Københavns og Frederiksberg Kommune, men fra marts 2010 er dette blevet overtaget af private vognmænd.

### Hospitaler og ambulancetjeneste
Det største hospital i København – og Danmark – er Rigshospitalet, som ligger på Østerbro ved Fælledparken. Hospitalet er i stand til at behandle stort set alle typer patienter og har ofte den største ekspertise inden for et givet fagområde. Hvidovre Hospital er også et af de største hospitaler og har bl.a. den største fødselsafdeling. Bispebjerg Hospital og Herlev Hospital er blandt de andre store offentlige hospitaler i København. Udover de offentlige hospitaler er der ligeledes en række privathospitaler, som typisk henvender sig til bestemte patientgrupper bl.a. Herlev Privathospital og Københavns Privathospital.
Ansvaret for ambulancetjenesten i København ligger hos Region Hovedstaden, som har udliciteret opgaven til primært Falck. Københavns Brandvæsen dækker Københavns centrum og den nordlige del af Københavns Kommune, mens Frederiksberg Brandvæsen varetager kørslen på Frederiksberg og i Vanløse.

### Politi og redningsberedskab
For Københavns, Frederiksberg, Tårnby og Dragør kommuner varetages politiopgaverne af Københavns Politi. De har hovedsæde på Politigården tæt ved Hovedbanegården. Politiopgaverne i de øvrige kommuner varetages for de vestlige forstæder af Københavns Vestegns Politi med hovedsæde i Albertslund og for de nordlige forstæder af Nordsjællands Politi med hovedsæde i Helsingør.
Redningsberedskabet er et kommunalt ansvarsområde, men opgaven kan sendes i udbud, og derfor udfører en privat entreprenør mange steder opgaven. De forskellige kommuner, der udgør København har valgt forskellige løsninger. Inde i byen (Københavns og Frederiksberg kommuner), på Amager, samt mod vest har man kommunalt ejede brandvæsener, mens Falck varetager opgaven i de øvrige kommuner rundt om København. Ved større eller mere komplicerede hændelser, som fx oversvømmelsen af Lyngbymotorvejen ifbm. skybruddene i 2011 og 2014, står det statslige beredskab klar med hjælp.

## Berømte københavnere
| - Frank Arnesen, fodboldspiller, fodboldtræner og talentchef - Bille August, filminstruktør - Herman Bang, journalist og forfatter - Niels Bohr, fysiker og nobelprisvinder - Aage Bohr, fysiker og nobelprisvinder (Niels Bohrs søn) - Victor Borge, entertainer - August Bournonville, balletkoreograf - Georg Brandes, kultur- og litteraturkritiker - Helena Christensen, supermodel - Tove Ditlevsen, forfatter - Carl Th. Dreyer, filminstruktør - Rune Glifberg, skateboarder - Vilhelm Hammershøi, maler - Gus Hansen, pokerspiller - Iben Hjejle, skuespiller - Peter Høeg, forfatter - Arne Jacobsen, arkitekt og designer - J. C. Jacobsen, grundlægger af Carlsberg-bryggeriet - Robert Jacobsen kunstner - C.V. Jørgensen, sanger og sangskriver | - Søren Kierkegaard, filosof - Per Kirkeby, maler - Christen Købke, maler - Kim Larsen, sanger, guitarist og sangskriver - Michael Laudrup, fodboldspiller - Bjørn Lomborg, politolog og forfatter - Lauritz Melchior, operasanger - Mads Mikkelsen, skuespiller - Andreas Mogensen, astronaut - Mærsk Mc-Kinney Møller, skibsreder - Verner Panton, arkitekt - Dirch Passer, komiker og skuespiller - Peter Schmeichel, fodboldspiller - Julius Thomsen, kemiker - Bertel Thorvaldsen, billedhugger - Lars von Trier, filminstruktør - Dan Turèll, forfatter - Lars Ulrich, trommeslager og sangskriver for Metallica - Jørn Utzon, arkitekt - Mads Dittmann Mikkelsen R. skuespiller - Magnus Millang skuespiller |